# Serge Brisy
Serge Brisy, pseudonyme de Nelly Schoenfeld, née à Ixelles le 21 mai 1886 et morte à Tiruvanmiyur (Inde) le 2 août 1965, est une femme de lettres, adepte de la théosophie, secrétaire générale de la Société théosophique belge de 1938 à 1954 et présidente de la branche Krishna pendant plusieurs années. Elle est également membre de la franc-maçonnerie au sein du Droit Humain.

## Biographie
Serge Brisy est née à Ixelles, dans l'agglomération de Bruxelles, le 21 mai 1886, au sein d'une famille athée. Son père est un avocat bruxellois aisé[réf. nécessaire]. 
Enfant, Serge Brisy écrit des pièces de théâtre et, à 18 ans, elle remporte un prix dans un concours de scénario de théâtre du journal bruxellois Le Soir (Satire sur le dogme catholique). Elle continue à se consacrer au théâtre pour enfants tout au long de sa vie[réf. nécessaire]. 
Serge Brisy développe une technique d'expression artistique, qu'elle appelle la « Conférence Imagée » ou « représentation représentée ». L'orateur prend la parole ou lit sa conférence et entre-temps il y a des personnes qui montent et descendent de l'estrade et dépeignent les choses racontées, d'une manière directe, professionnelle ou d'une manière évocatrice et symbolique. L'intention sous-jacente est de conduire le public au-delà des mots. La communication verbale est soutenue par des suggestions non verbales.
Elle est également violoncelliste et écrivaine, auteure notamment de livres mystiques, et membre de divers mouvements philosophiques, spirituels et féministes.[réf. nécessaire].
Serge Brisky rejoint la Société théosophique en 1916 et devient la troisième secrétaire générale de la section belge de 1939 à 1954, après Jean Delville et Gaston Pollak.
En 1921, la dite « Madame Héris » crée à Bruxelles la communauté Monada, qui rassemble une vingtaine de membres de la Société Théosophique, hommes et femmes, vivant ensemble selon leurs idéaux théosophiques de fraternité sans distinction de classe sociale. Ils mettent en commun leurs revenus et se consacrent à une vie de service, d'étude et de méditation selon des lignes théosophiques. Ils fondent également une école qui utilise les méthodes d'éducation d'Ovide Decroly et Maria Montessori. Serge Brisy figure parmi les premiers membres de cette communauté.
Pendant de nombreuses années, elle est présidente de la branche Krishna, une branche de la Société théosophique belge, qui se concentre principalement sur la jeunesse. Elle est également une féministe de premier plan et a été pendant un temps à la tête de la fédération belge du Droit Humain, obédience maçonnique adogmatique.
Serge Brisy lutte pour une réforme du système pénitentiaire. Elle veut rendre les prisons humaines, mais aussi élever le niveau spirituel des détenus à travers des conférences et des magazines imprimés en prison. Elle visite des prisons de différents pays et donne des conférences publiques en Belgique, en France, en Suisse, en Angleterre, en Inde, en Tunisie et en Algérie pour diffuser ses idées. Pour cet engagement, elle est nommée Chevalier de l' Ordre de Léopold II. 
Serge Brisy est également pacifiste, et en 1933, elle est invitée à intervenir au XIIe congrès de la Fédération européenne de Théosophie en Espagne sur le thème « Vers le désarmement ». 
Le 10 mai 1940, Bruxelles subit d'importants bombardements. Josephine Ransom rapporte que Serge Brisy, alors secrétaire générale de la Société théosophique, brûle à l'aide du concierge, tous les papiers qui pourraient compromettre les membres. Elle se réfugie ensuite à Bordeaux pendant quelques mois. Pendant son absence, la Gestapo fouille sa maison, ainsi que le siège de la section et les maisons de plusieurs membres éminents à Bruxelles, et celles des présidents de loge dans les provinces, emportant ses livres et les textes de ses conférences. La Gestapo menace, en vain, la section de représailles si la liste des membres n'est pas fournie. 
Elle manifeste également un grand intérêt pour la danse et, en 1955, elle part pour Adyar, en Inde, pour assister la danseuse Rukmini Devi Arundale dans son institut de danse Kalakshetra. Elle lui est très dévouée et sera sa secrétaire jusqu'à la fin de sa vie.

## Publications
- A travers les barreaux, Office de publicité, 1928
- La venue du Seigneur, drame lyrique en 7 tableaux (1925). (à propos de la bataille entre les religions et de la venue ultime du Seigneur)
- La Divinité des Choses (1925) (édité par Monada)

- Kirtchiss et Rikiki ou l'Aventure extraordinaire de deux petits Nains de la Foret, Olga Kovalevsky (ill.), Bruxelles, Editions des artistes, 1938

- Le masque. Symbole des temps actuels sous forme de mystère (pièce de théâtre publiée par Monada, 1926).
- Doubt the Liberator (1934) (Adyar, Maison d'édition théosophique)
- Le Béni du Ciel (1935) (à propos de Jiddu Krishnamurti )
- Theosophy is the next step. In the arts, Madras, Theosophical Society, Publicity department, 1940
- Tu ne tueras point : tragédie nazaréenne : objecteurs de conscience, Les éditions de Belgique, 1933